# Orce
Orce – gmina w Hiszpanii, w prowincji Grenada, w Andaluzji, o powierzchni 324,96 km². W 2014 roku gmina liczyła 1264 mieszkańców.
Gospodarka gminy opiera się na rolnictwie i hodowli zwierząt, podkreślając hodowlę jagnięciny Segureño.
Z Orce pochodzi María Pérez García, hiszpańska lekkoatletka specjalizująca się w chodzie sportowym.